# ورزش در مکزیک

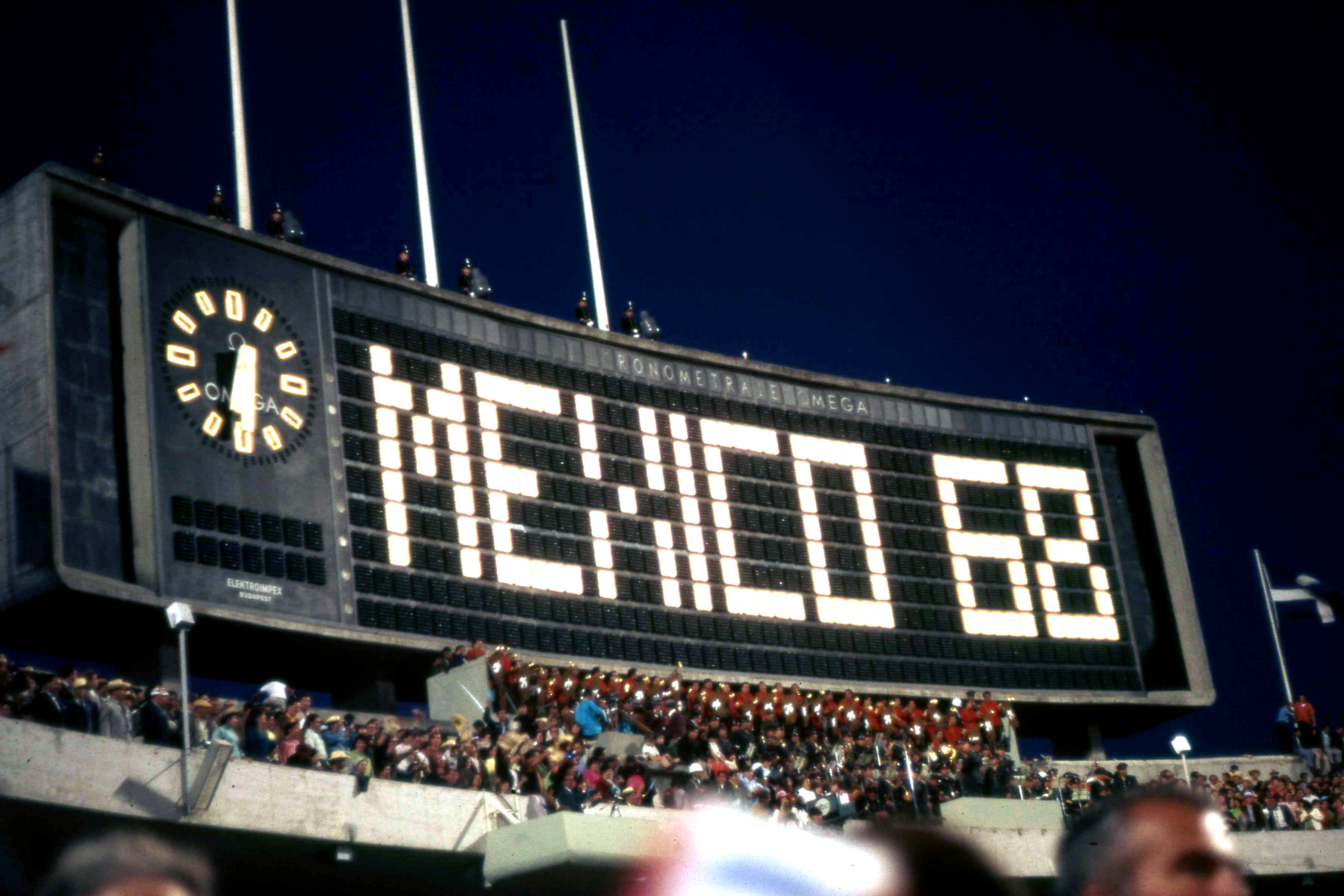
افتتاحیه بازی‌های المپیک تابستانی ۱۹۶۸ در استادیوم المپیکو دانشگاه مکزیکو سیتی

محبوب‌ترین ورزش در مکزیک در حال حاضر فوتبال و پس از آن بوکس است. از لحاظ تاریخی، فوتبال ورزش همگانی و غالب در مکزیک بوده است که صحنه ورزش ملی را شکل داده است. لیگ برتر فوتبال مکزیک (لیگا MX) یکی از برترین لیگ‌های فوتبال در سطح جهان است. ورزش بیسبال همچنین جایگاه قابل توجهی در فرهنگ ورزشی مکزیک، به ویژه در مناطق شمال غربی و جنوب شرقی این کشور، در ایالت‌هایی مانند سونورا و سینالوآ، و در جنوب شرقی، به ویژه در یوکاتان و کینتانا رو، دارد. این کشور بوکسورهای مشهور زیادی در عرصه جهانی پرورش داده است و مبارزات بزرگ بینندگان قابل توجهی دارد.
در دهه‌های اخیر، بسکتبال، فوتبال آمریکایی نیز در مکزیک مورد توجه قرار گرفته است. بسکتبال و فوتبال آمریکایی طرفداران فزاینده ای داشته‌اند، در حالی که گاوبازی رودیو، به ویژه شکل سنتی مکزیکی، اهمیت فرهنگی دارد و به عنوان ورزش ملی مکزیک شناخته می‌شود. بسکتبال محبوبیت فزاینده ای در مراکز شهری و مناطق شمالی، شهرهایی مانند مونتری و گوادالاخارا داشته است. فوتبال آمریکایی به ویژه در ایالت‌های شمالی مانند نووو لئون و تاماولیپاس در بین تیم‌های کالج محبوب است. گاو سواری بیشتر در نواحی مرکزی و جنوبی مکزیک رایج است. ایالت‌هایی مانند خالیسکو و میچوآکان که به‌خاطر سنت‌های عمیق کشاورزی و جوامع روستایی‌شان شناخته می‌شوند، اغلب میزبان این رویداد هستند.
با گسترش گستره سنی بازیکنان جوان و نوجوان، ورزش راکت‌بال شاهد رشد و توسعه مداوم است. در همین حال، در بخش جنوبی مکزیکوسیتی، تمرین آماتوری پالتا فروتون و پیلوتای باسکی اهمیت فرهنگی قابل توجهی دارد و شهرت بین‌المللی ورزش مکزیک را افزایش داده است.

## ورزش‌های پرطرفدار

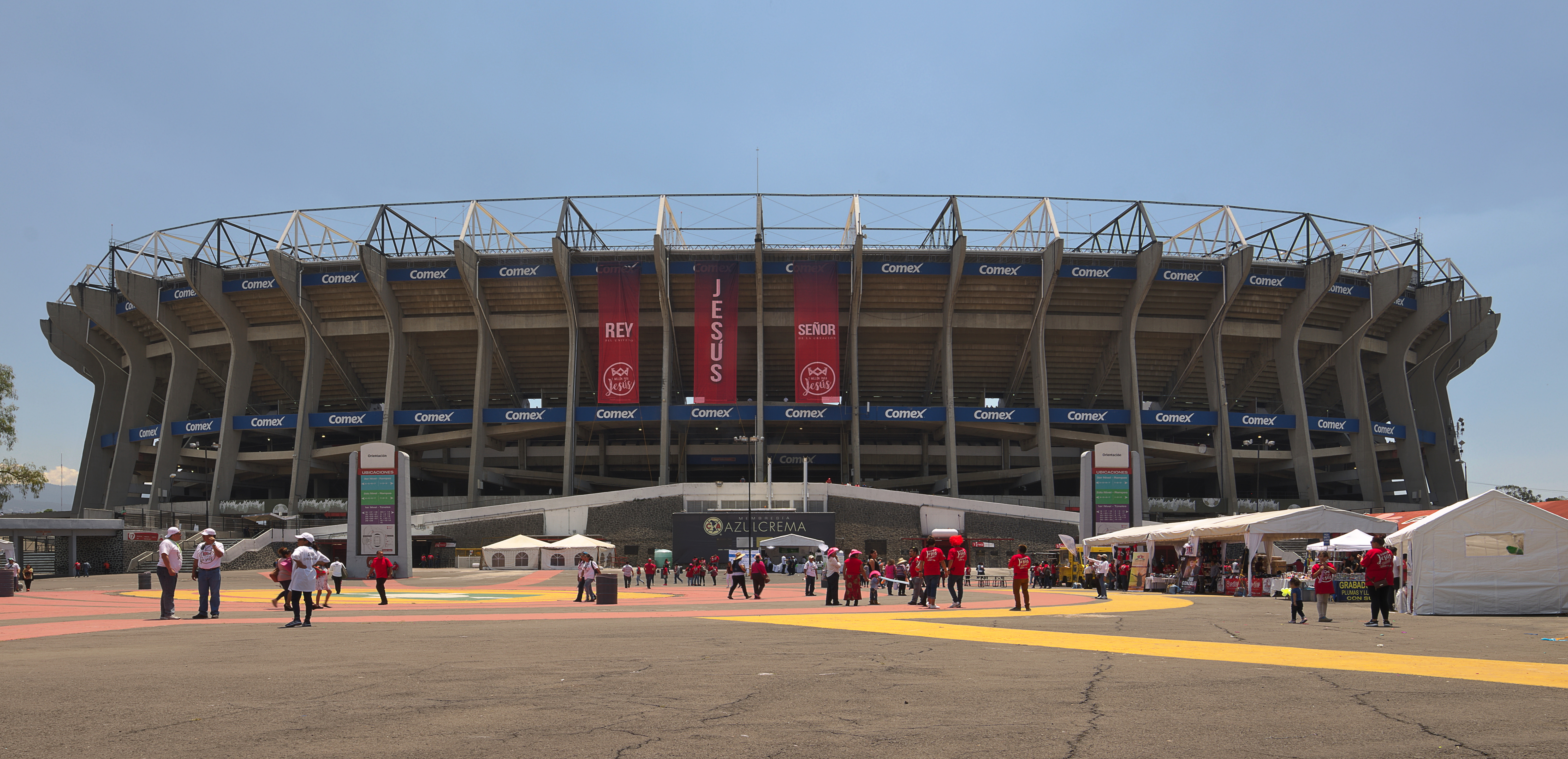
ورزشگاه آزتکا، ششمین ورزشگاه بزرگ جهان

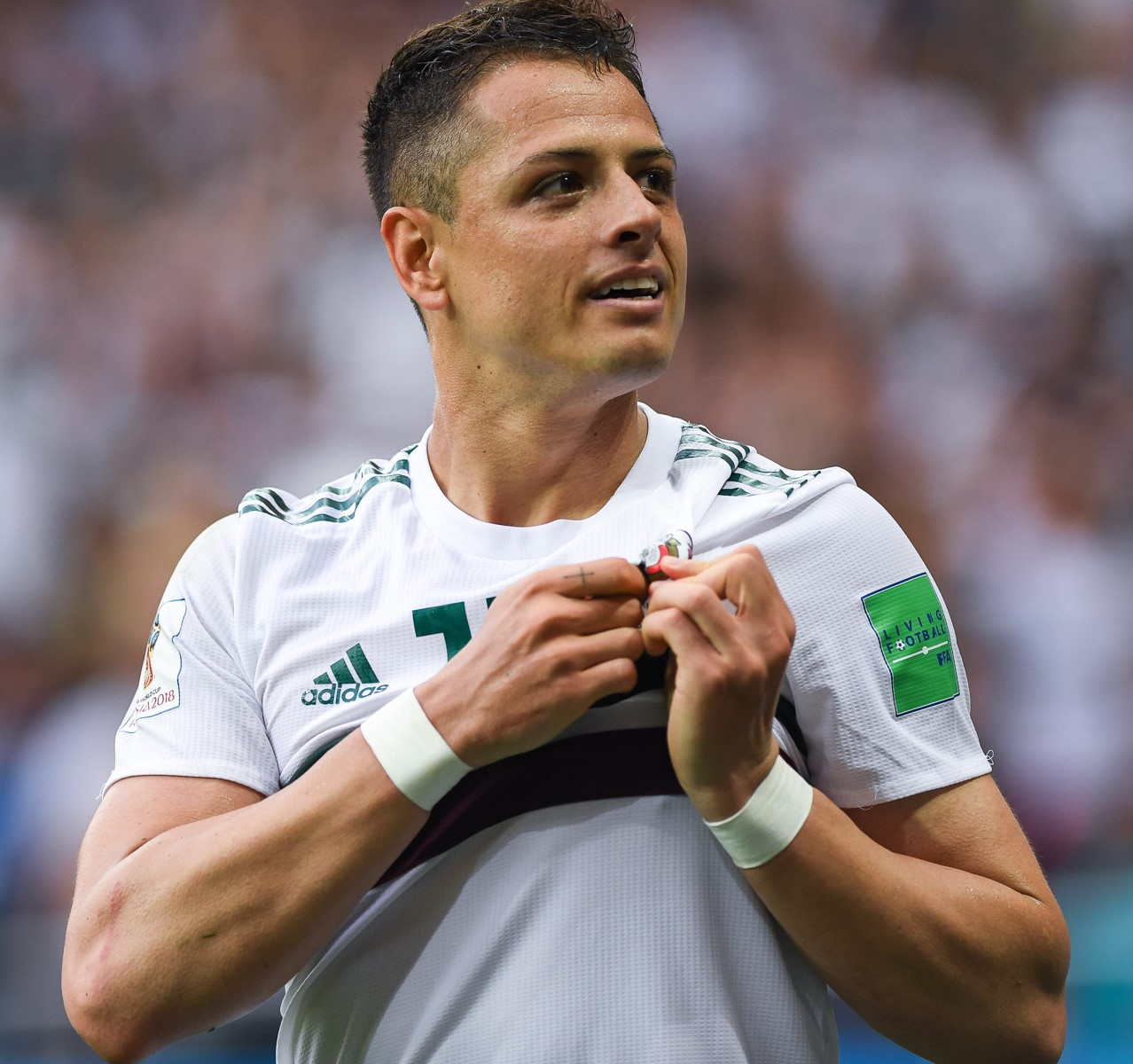
خاویر ارناندس بهترین گلزن تاریخ تیم ملی مکزیک است.

### فوتبال
شهرت این کشور در فوتبال با میزبانی آن در جام جهانی فوتبال در سال‌های ۱۹۷۰ و ۱۹۸۶ مشخص می‌شود. همچنین مکزیک قرار است به همراه ایالات متحده و کانادا میزبان جام جهانی فوتبال ۲۰۲۶ باشد.
فوتبال محبوب‌ترین ورزش تیمی مکزیک است. فوتبال به‌طور گسترده در سراسر کشور دنبال و انجام می‌شود و محبوب‌ترین ورزش در اکثر ایالت‌ها محسوب می‌شود. باور بر این است که فوتبال در مکزیک توسط معدنچیان انگلیسی کورنیش در پایان قرن نوزدهم در این کشور معرفی شد. در سال ۱۹۰۲ یک لیگ پنج تیمی با نفوذ قوی تیم‌های انگلیسی پدید آمد. فوتبال در سال ۱۹۴۳ به یک ورزش حرفه ای تبدیل شد. باشگاه‌های فوتبال اصلی آمریکا، گوادالاخارا، تیگرس و باشگاه فوتبال اونیورسیداد ناسیونال هستند که در مجموع به عنوان چهار بزرگ شناخته می‌شوند.
مکزیک میزبان دو تورنمنت جام جهانی (۱۹۷۰ و ۱۹۸۶) بوده است. بسیاری از استادیوم‌هایی که در لیگ این کشور مورد استفاده قرار می‌گیرند، سابقه بازی‌های جام جهانی دارند. مکان‌هایی مانند ورزشگاه خالیسکو در گوادالاخارا و ورزشگاه آزتکا در مکزیکو سیتی به دلیل تاریخ ملی و بین‌المللی خود مشهور هستند. به عنوان مثال، استادیوم افسانه ای آزتکا به همراه ورزشگاه ماراکانا، یکی از تنها دو استادیوم در جهان است که میزبان دو فینال جام جهانی مردان است و یکی از استادیوم‌های با ظرفیت بالا در جهان است. بزرگ‌ترین استادیوم‌های مکزیک ورزشگاه آزتکا، استادیو جالیسکو، ورزشگاه بی‌بی‌وی‌ای، ورزشگاه المپیکو یونیورسیتاریو و ورزشگاه کواتموک هستند.
جام جهانی فوتبال ۱۹۸۶ در مکزیک برای مخاطبان جهانی پخش شد و موج مکزیکی پس از آن در طول مسابقات در سراسر جهان رایج شد.

#### تیم ملی فوتبال مردان مکزیک
تیم ملی فوتبال مکزیک (به اسپانیایی: Selección de fútbol de México) نماینده مکزیک در فوتبال است و توسط فدراسیون فوتبال مکزیک (FMF، از نام اصلی Federación Mexicana de Fútbol Asociación)، نهاد حاکم بر فوتبال در مکزیک اداره می‌شود. ورزشگاه خانگی این تیم ورزشگاه آزتکا است. تیم ملی مکزیک به هفده دوره از مسابقات جام جهانی فوتبال راه یافته است و یکی از شش کشوری است که از سال ۱۹۹۴ به‌طور متوالی به این مسابقات حضور دارد. مکزیک در اولین جام جهانی در ۱۳ ژوئیه ۱۹۳۰ با فرانسه بازی کرد. بهترین پیشرفت مکزیک رسیدن به یک چهارم نهایی در جام جهانی ۱۹۷۰ و ۱۹۸۶ بود که هر دو در خاک مکزیک برگزار شد و بار دیگر در سال ۲۰۲۶ همراه با کانادا و ایالات متحده میزبان این رویداد خواهد بود.

## بازی‌های المپیک
در سطح بین‌المللی، مکزیک در بازی‌های المپیک به موفقیت‌های قابل توجهی در ورزش‌های مختلف از جمله بوکس، شیرجه، و ورزش دو و میدانی دست یافته است. این کشور همچنین در تکواندو دارای رتبه برتر است و ورزشکاران مکزیکی در مسابقات بین‌المللی عملکرد خوبی دارند.
مکزیکو سیتی میزبان بازی‌های المپیک تابستانی ۱۹۶۸ بود. این رویداد اولین بار بود که در آمریکای لاتین برگزار می‌شد. از آن زمان، تنها دوره بازی‌های المپیک در این منطقه در سال ۲۰۱۶ در ریودوژانیرو برزیل برگزار شده است. مکزیک اولین بار در سال ۱۹۰۰ در بازی‌های المپیک شرکت کرد و از سال ۱۹۲۴ ورزشکارانی را برای شرکت در هر بازی المپیک تابستانی اعزام کرده است. مکزیک همچنین از سال ۱۹۲۸ در چندین بازی المپیک زمستانی شرکت کرده است. مکزیک در ورزش دو و میدانی، بوکس، سوارکاری، شیرجه، و شنا و اخیراً تکواندو و فوتبال بهترین عملکرد را داشته است.
انریکتا باسیلیو اولین زنی بود که مشعل المپیک را در نوزدهمین دوره بازی‌های المپیک تابستانی در مکزیکوسیتی در تاریخ ۱۲ اکتبر ۱۹۶۸ روشن کرد، تاریخ ساز شد. در شنا، مکزیک بهترین نماینده آمریکای لاتین با سنت طولانی شیرجه است که توسط خواکین کاپیلا، بیشترین تعداد مدال المپیک را در بین ورزشکاران مکزیکی به دست آورده است. کارلوس خیرون، فرناندو پلاتاس و پائولا اسپینوزا اولین زن لاتینی است که قهرمان جهان شده است. سورایا خیمنز اولین ورزشکار زن مکزیکی بود که در سال ۲۰۰۰ مدال طلای المپیک را کسب کرد.
در بازی‌های المپیک تابستانی ۲۰۱۲، مکزیک در جایگاه سی و نهم قرار گرفت. تیم مکزیک هفت مدال از جمله اولین مدال طلای خود در فوتبال و بقیه مدال‌ها را تیراندازی با کمان، شیرجه و تکواندو به دست آورد. دونوان کاریلو اولین اسکیت باز مکزیکی است که در ۳۰ سال گذشته در المپیک ۲۰۲۲ شرکت کرد و پس از کسب بهترین رکورد شخصی در این برنامه اولین اسکیت باز مکزیکی شد که به اسکیت آزاد راه یافت.

## لیگ‌های ورزشی
- لیگ برتر فوتبال مکزیک